# 何禮男
何禮男（英文名：Ho Lai Nam，1952年5月16日—2008年9月5日），原香港飛鏢會會長，有「香港鏢王」美譽。何禮男于1980年代初開始接觸飛鏢，其後從事該項運動長達二十余年，曾連續三年獲得香港飛鏢大賽冠軍，巔峰時期國際排名曾達到第二十三名。除了從事飛鏢運動外，何禮男曾于1980年代為香港無綫電視台基本藝員，多飾演惡霸、癮君子、江湖人士。
他於1994及1995年協助澳門鏢壇連續舉辦了兩屆港澳埠際飛鏢公開大賽，並蟬聯了兩屆個人冠軍，對澳門飛鏢運動的發展不遺餘力。2008年9月5日凌晨，他因癌症於伊利沙伯醫院病逝。

## 演出作品

### 電視劇（無綫電視）
- 1975年 功夫熱 飾 男仔
- 1976年 民間傳奇之珍珠塔 飾 公差
- 1976年 無花果 飾 武師乙
- 1978年 小李飛刀
- 1978年 陸小鳳之武當之戰 飾 勾魂使者/石鶴
- 1978年 倚天屠龍記 飾 阿二
- 1979年 名劍風流 飾 昆侖紫衣
- 1980年 親情 飾 Sunny
- 1980年 上海灘龍虎鬥 飾 律師
- 1981年 前路
- 1981年 火鳳凰 飾 阿輝
- 1981年 英雄出少年 飾 阿鏞
- 1981年 飛越十八層 飾 刀疤四
- 1982年 香城浪子 飾 打手
- 1982年 花艇小英雄
- 1982年 天龍八部　飾 朱丹臣
- 1982年 星塵 飾 打手乙 (粵語片公司)
- 1983年 射雕英雄傳 飾 彭連虎
- 1983年 神雕俠侶
- 1984年 鹿鼎記
- 1984年 寶芝林
- 1984年 楚留香之蝙蝠傳奇  飾 白捕頭
- 1984年 魔域桃源
- 1985年 雪山飛狐
- 1985年 皇上保重
- 1985年 新紮師兄續集
- 1986年 神勇CID
- 1986年 小島風雲
- 1987年 書劍恩仇錄 飾 常赫志
- 1987年 工字打出頭 飾 廚房主管
- 1988年 狙擊神探
- 1988年 當代男兒
- 1989年 連城訣 飾 鯉魚幫頭目
- 1989年 回到唐山 飾 山賊
- 1989年 天涯歌女
- 1989年 飛虎群英
- 1990年 人在邊緣 飾 波手下甲
- 1991年 幹探群英之烈火胭脂 飾 亞七
- 1992年 壹號皇庭 飾 肥狗
- 1992年 闔府搶錢 飾 道友
- 1992年 血璽金刀 飾 阿汗尼
- 1992年 拳王賭至尊 飾 亞凡
- 1992年 水滸英雄傳 飾 蔣門神
- 1995年-1999年 真情 飾 賊人/房友/工友

## 外部連結
- 香港鏢王何禮男癌病離世 （页面存档备份，存于）